# Canal du Nord (îles Britanniques)
Pour les articles homonymes, voir Canal du Nord.
Le canal du Nord (en anglais : North Channel) est un détroit situé dans l'archipel des îles Britanniques, qui relie la mer d'Irlande et l'océan Atlantique, et sépare ainsi deux nations constitutives du Royaume-Uni : l'Irlande du Nord, située dans l'île d'Irlande, et l'Écosse située en Grande-Bretagne.
Sa partie la plus profonde est la fosse de Beaufort. Sa partie la plus étroite est également connue sous le nom de détroit de Moyle.
Il est traversé par de nombreuses lignes de ferrys. Le détroit a été la scène d'un désastre maritime : le naufrage du ferry Princess Victoria (en) le 31 janvier 1953.

## Traversées à la nage
La traversée du canal du Nord est considérée comme un des grands défis  mondiaux de nage en eau libre en raison de son niveau de difficulté, et de nombreuses tentatives ont été infructueuses. Le canal est l'un des sites des défis de nage de l'Oceans Seven et du Celtic Quadrant.
La première traversée réussie a lieu en 1947, réalisée par l’Anglais Tom Blower (en) en 15 h 26.
Le 26 août 2019, le Français Pierre Lord effectue la traversée depuis l’Écosse jusqu'en Irlande du Nord en 12 h 41 min 18 s.
Le 1er août 2020, Claire Fierce devient la première Française à tenter la traversée, qui prend fin prématurément au bout de 8 heures de nage.